# ثنائي الغوانوسين أحادي الفوسفات الحلقي
ثنائي الغوانوسين أحادي الفوسفات الحلقي (بالإنجليزية: Cyclic di-GMP)‏ هو رسول ثاني يستخدم في توصيل الإشارة لدى فئة واسعة من البكتيريا. لا يُعلم استخدام ثنائي الغوانوسين أحادي الفوسفات الحلقي لدى العتائق ولم تتم ملاحظته سوى لدى حقيقيات النوى لدى الدكتيوستيليوم. تم اكتشاف دوره البيولوجي أول مرة حين تم تعريفه على أنه مفعل لإنزيم سليلوز سينثاز الموجود لدى Gluconacetobacter xylinus من أجل إنتاج سليولوز ميكروبي.
بنيويا هو عبارة عن نوكليوتيدتي غوانين (غوانوسين أحادي الفوسفات) تترابط فيها مجموعتي الفوسفات بالذرتين الثانية الخامسة لكلا جزيئي الريبوز.